# روبرت مايكل بالانتاين
روبرت مايكل بالانتاين (بالإنجليزية: Robert Michael Ballantyne)‏ (24 أبريل 1825 - 8 فبراير 1894) مؤلف أدب الشباب إسكتلندي وله أكثر من 100 كتاب، من أشهرها رواية جزيرة المرجان، وكان أيضًا فنانًا ورسامًا مائيًّا، وعرض بعض رسوماته المائية في الأكاديمية الملكية الإسكتلندية.

## مثال على الرسوم التوضيحية من عمل بالانتاين
إدغار غيبرن (24 يونيو 1850 – 21 سبتمبر 1889) قدم خمسة رسوم توضيحية للأضواء الزرقاء أو العمل الساخن في السودان: قصة حياة الجندي في عدة مراحل بواسطة بالانتاين (جيه نيسبت وشركاه، لندن، 1888)

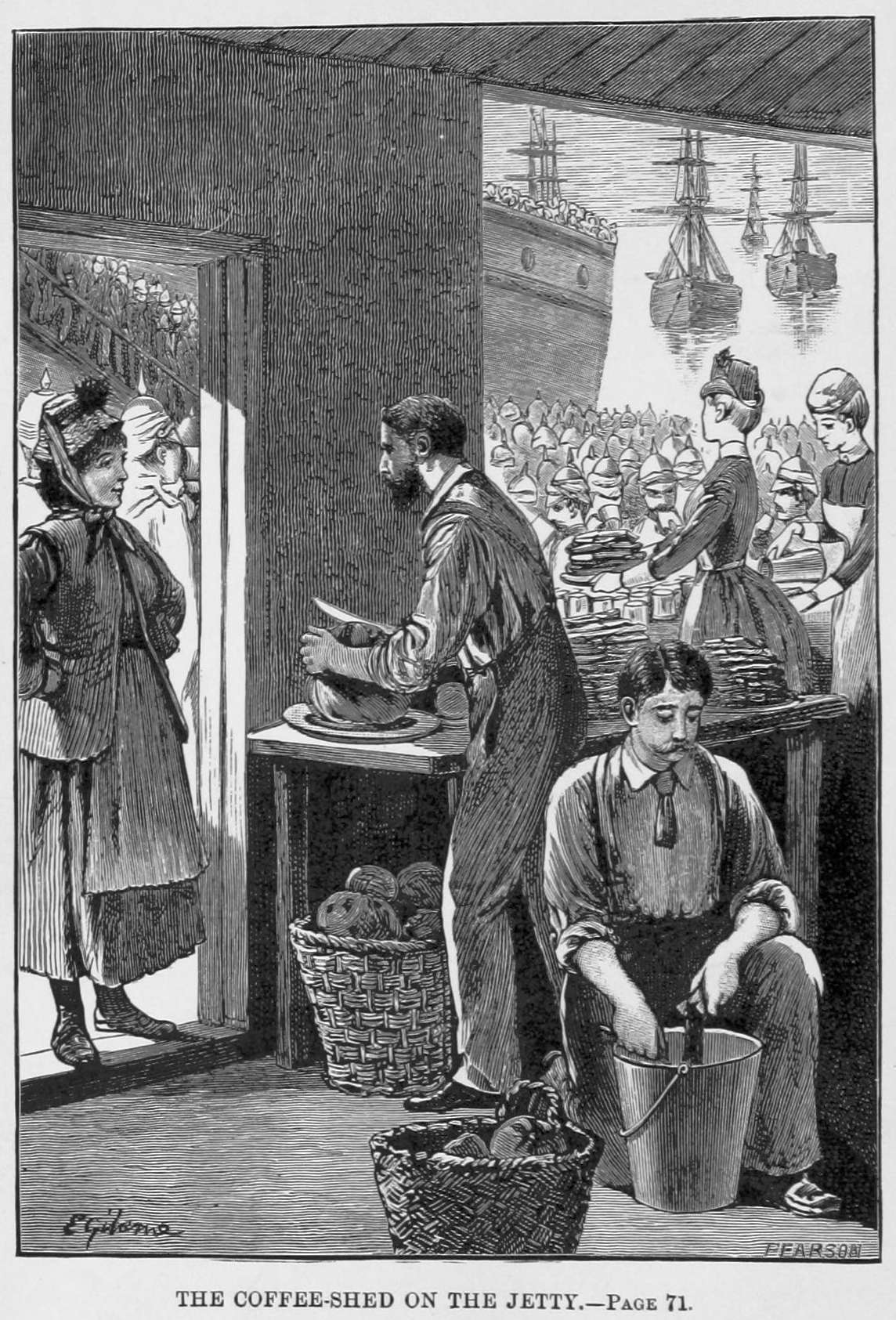
صفحة -071
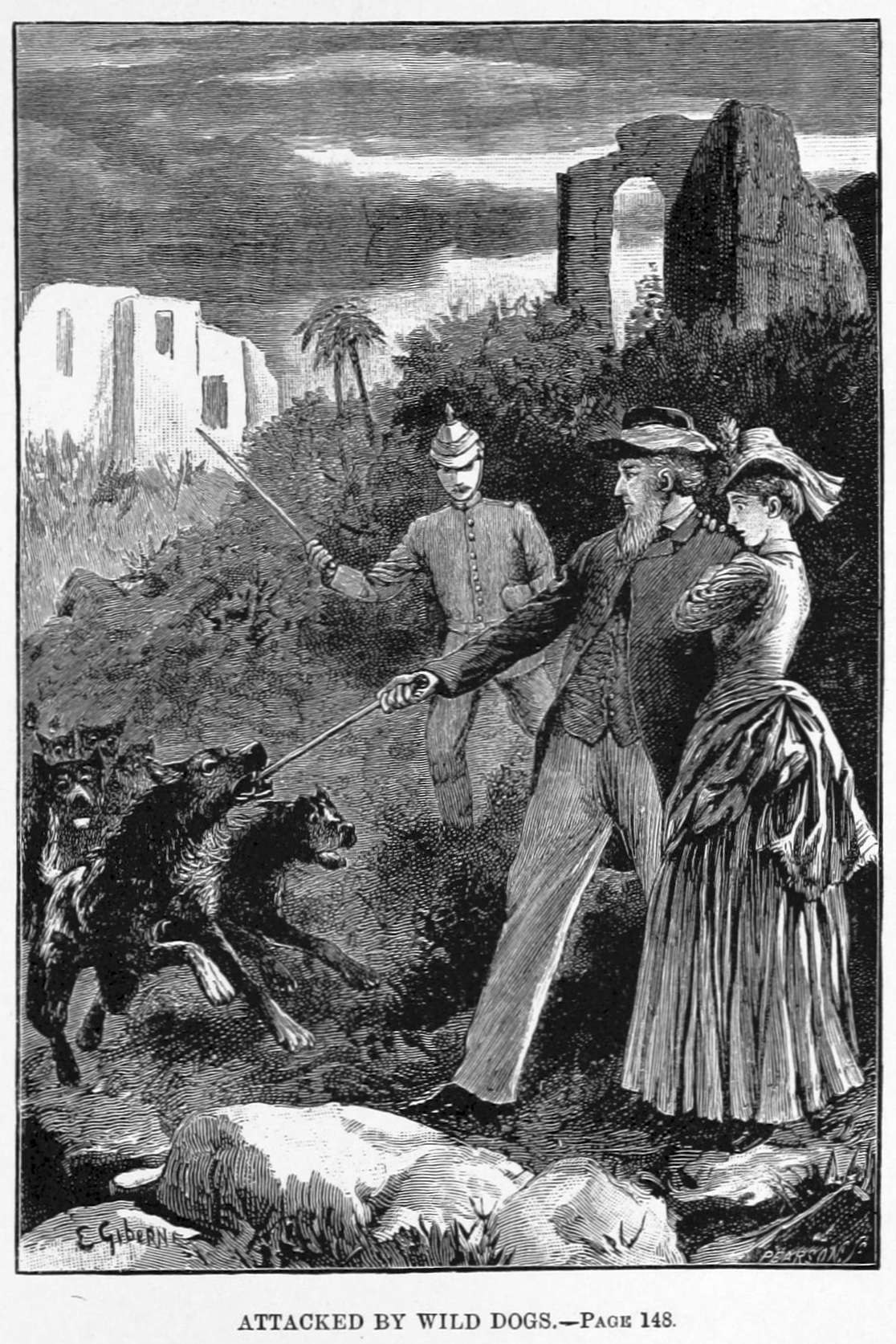
صفحة -148
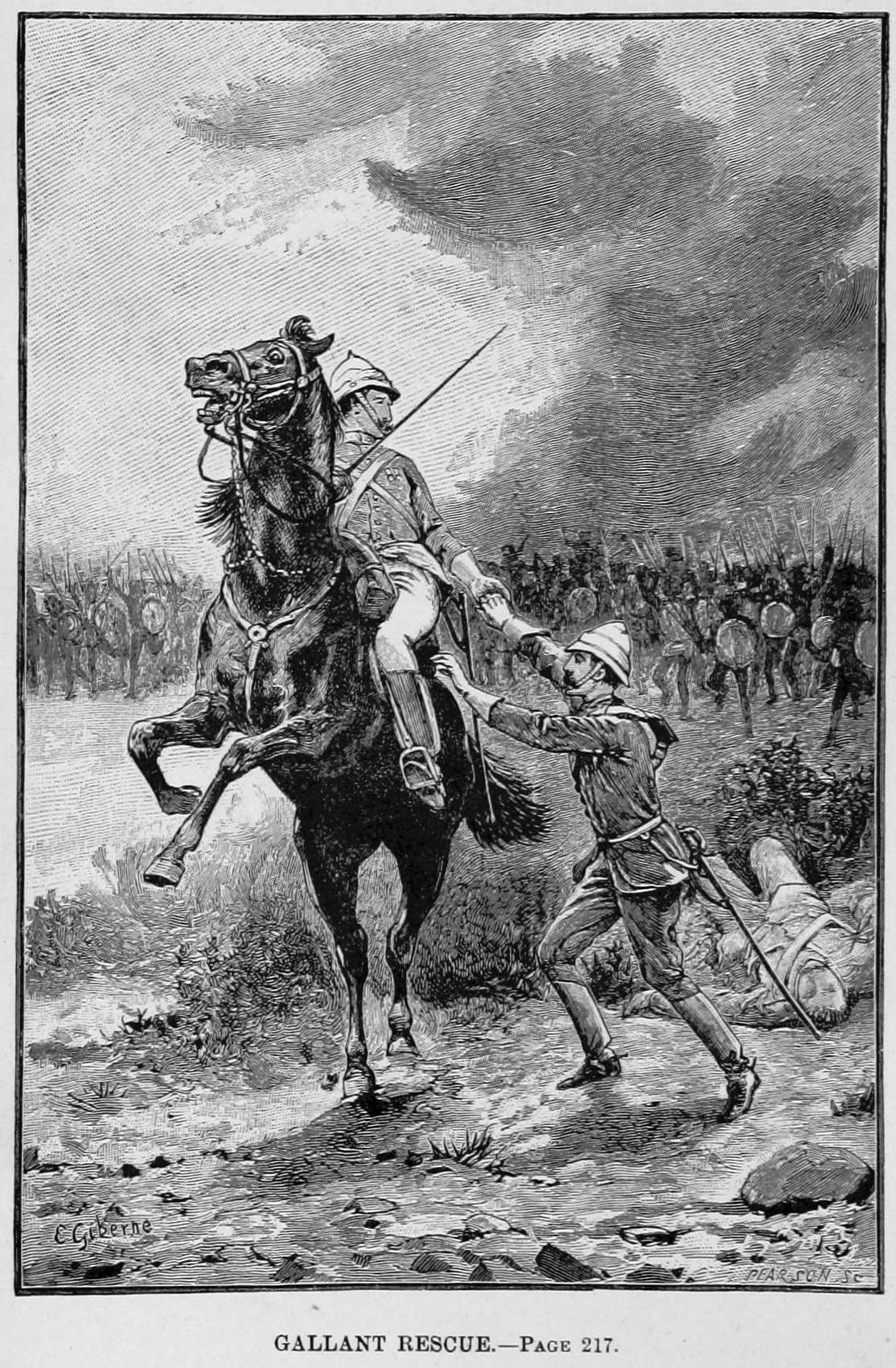
صفحة 217
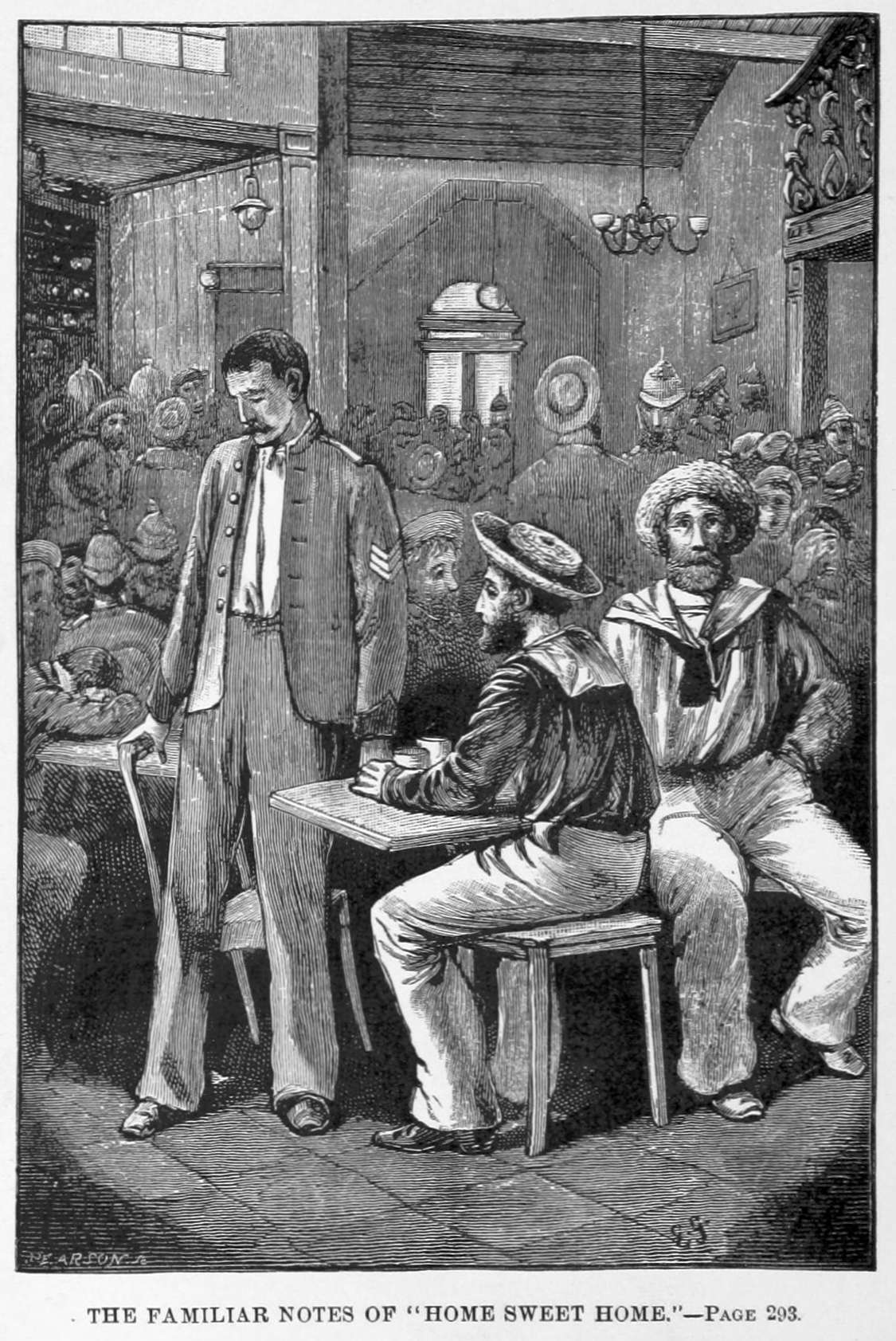
صفحة 293
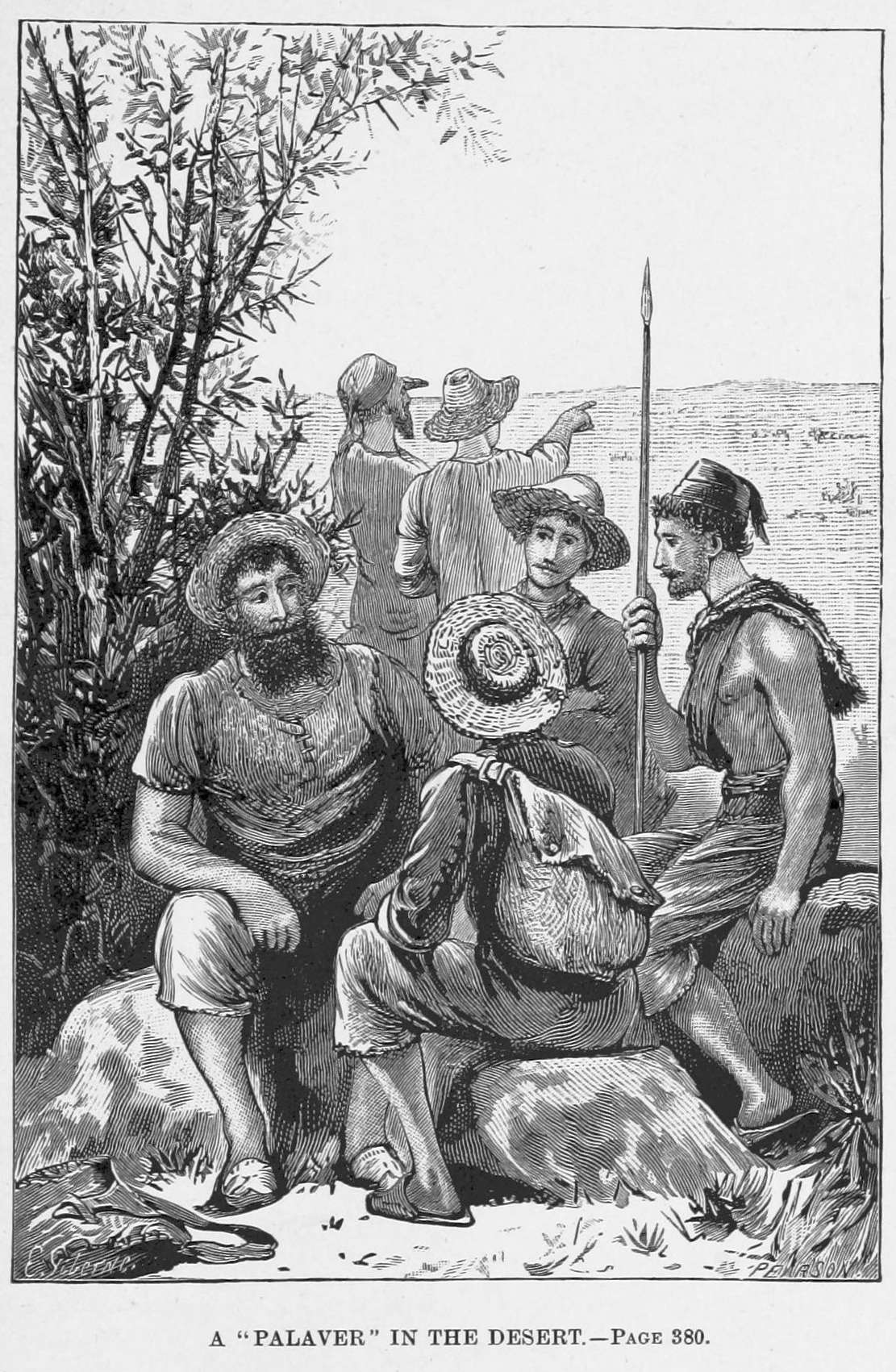
صفحة 380